# Centema
Centema là chi thực vật có hoa trong họ Amaranthaceae.